# میلاب
میلاب، روستایی از توابع بخش مرکزی شهرستان نهاوند در استان همدان ایران است.

## جمعیت
این روستا در دهستان گاماسیاب (نهاوند) قرار دارد و براساس سرشماری مرکز آمار ایران در سال ۱۳۹۵، جمعیت آن ۶۰۰ نفر (۱۹۲خانوار) بوده‌است. که مردم روستا اکثراً با هم فامیل نیستن .
زبان مردم روستای میلاب لری می‌باشد.
بیشتر فامیلی‌ها افراد روستای میلاب ابوالفتحی، نوابی می‌باشد.